# Heterolamium
Heterolamium  é um gênero botânico da família Lamiaceae.

## Espécie
Heterolamium debile

## Nome e referências
Heterolamium  (Hemsl.) C.Y.Wu